# Crossopetalum decussatum
Crossopetalum decussatum là một loài thực vật có hoa trong họ Dây gối. Loài này được (Baill.) Lourteig mô tả khoa học đầu tiên năm 1970.